# Milmersbach
Der Milmersbach ist ein etwa 6 km langer linker Zufluss der Fränkischen Rezat im mittelfränkischen Landkreis Ansbach.

## Name
Der Milmersbach hat seinen Namen vom Ort Milmersdorf. Der Ortsname bedeutet Dorf des Wilman. Noch 1450 hieß er Wilmansdorf, 1691 Willmersdorf und 1730 ist die Schreibung „Millmersdorff“ bezeugt.

## Geographie

### Verlauf
Der Milmersbach entspringt südwestlich des Sachsener Gemeindeteils Neukirchen auf etwa 457 m ü. NHN etwa 200 m südöstlich des Flugplatzes Ansbach-Katterbach, der von der US Army genutzt wird. Der Bach fließt auf dem Gebiet der Gemeinde Sachsen bei Ansbach überwiegend in ostsüdöstlicher Richtung. Er verläuft zunächst entlang der Kläranlage bei Neukirchen, nimmt deren geklärtes Abwasser auf, zieht durch landwirtschaftlich genutztes Grün- und Ackerland und am Waldrand entlang zur Kreisstraße AN 12. Anschließend schlängelt er sich im Talgrund zwischen den Waldgebieten Milmersdorfer Holz im Norden und Urles mit seinem Abhang Winterleiten im Süden.
Das Tal wird unterbrochen vom mächtigen Damm der Bahnstrecke Nürnberg–Crailsheim, der sich wenig nordwestlich des alten Ortskerns von Milmersdorf erhebt. Talabwärts von Milmersdorf überquert der Bach nach den Photovoltaikflächen am Südfuß der Milmersdorfer Leiten die Gemeindegrenze zwischen Sachsen und der Marktgemeinde Lichtenau, wendet sich kurz vor deren Dorf Herpersdorf nach Süden und kreuzt die Staatsstraße 2412. Er läuft sodann am Westfuß des 442 m hohen Eichelbergs entlang, unterquert die Staatsstraße 2223 und nähert sich südostwärts in spitzem Winkel der Rezat. Dabei passiert er zuletzt den unterhalb von Lichtenau gelegenen Sportplatz des TSV 1910 Lichtenau und fließt dann südlich der Windsbacher Straße, die Lichtenau mit dem Gemeindedeteil Malmersdorf verbindet, auf 387 m ü. NHN in die Fränkische Rezat.
Der Milmersbachs mündet nach etwa 6,0 km langem Lauf mit mittlerem Sohlgefälle von rund 12 ‰ etwa 70 Höhenmeter unterhalb seiner Quelle an der Kläranlage bei Neukirchen.

### Einzugsgebiet
Das Einzugsgebiet des Milmersbachs ist etwa 6,8 km² groß. Naturräumlich gesehen liegt es auf den Bibert-Schwabach-Rezat-Platten, einem Teil des Unterraums Südliche Mittelfränkische Platten des Mittelfränkischen Beckens. Mit etwa 467 m ü. NHN ist es am höchsten am östlichen Ortsende von Katterbach an seiner nördlichen Wasserscheide zum Haselbachtal.
Landschaftlich ist es ein Mosaik aus mehr oder weniger großen Waldstücken und offener Flur, in der auf den Höhen das Ackerland und in den Tälern die Wiesen dominieren. Es liegt vollständig im Landkreis Ansbach.
Reihum grenzen die Einzugsgebiete der folgenden Nachbargewässer an:
- im Norden entwässern der rechte Oberlauf Hirnbach des Dürrnbachs und des Rippbachs über den Haselbach zur Bibert;
- im Osten fließt das Dorfbächlein, zuletzt jenseits des Eichelbergs, als nächster linker Zufluss zur Fränkischen Rezat;
- im Süden liegt das Einzugsgebiet der aufnehmenden Fränkischen Rezat;
- im Südwesten strebt der kurze Hirschbronngraben, im übrigen Westen der längere Eichenbach oberhalb des Milmersbachs zur Rezat.

### BayernAtlas („BA“)
Amtliche Online-Gewässerkarte mit passendem Ausschnitt und den hier benutzten Layern: Lauf und Einzugsgebiet des Milmersbachs

Allgemeiner Einstieg ohne Voreinstellungen und Layer: BayernAtlas der Bayerischen Staatsregierung (Hinweise)
1. 1 2 3  Höhe abgefragt auf dem Hintergrundlayer Amtliche Karte (Rechtsklick).
2. ↑  Länge abgemessen auf dem Hintergrundlayer Amtliche Karte.
3. ↑  Einzugsgebiet abgemessen auf dem Hintergrundlayer Amtliche Karte.

### Sonstige
1. ↑  Elisabeth Fechter: Die Ortsnamen des Landkreises Ansbach. Inaugural-Dissertation. Erlangen 25. Juli 1955, DNB 480570132, OCLC 872378821, S. 132 (212 S.).
2. ↑  Relation: Milmersbach (16542286). In: OpenStreetMap. OSM, abgerufen am 23. Oktober 2023.
3. ↑  Franz Tichy: Geographische Landesaufnahme: Die naturräumlichen Einheiten auf Blatt 163 Nürnberg. Bundesanstalt für Landeskunde, Bad Godesberg 1973. → Online-Karte (PDF; 4,0 MB)